# Henri Ier de Wurtemberg
Henri Ier de Wurtemberg, comte du Wurtemberg de 1181 à 1240, est le fils de Louis II. Il dirige conjointement le comté avec son frère Louis III. À sa mort, Louis III lui succède.